# Палата пэров Испании
Палата пэров Испании (исп. Estamento de Próceres) — бывшая верхняя палата испанских кортесов между 1834 и 1836 годами.
Палата была создана Королевским статутом 1834 года, которая создала двухпалатный парламент с двумя палатами: Палатой пэров и Палатой представителей (исп. Estamento de Procuradores). После 1837 года верхняя палата генеральных кортесов были названы Сенатом и Конгрессом депутатов.
Члены Палаты пэров были гранды Испании.